# باسم الرجيبي
باسم عبد الله طيب الرجيبي (وُلد في 13 أبريل 1992) هو لاعب كرة قدم عُماني، يلعب في مركز الظهير الأيسر أو لاعب الوسط في صفوف نادي النهضة العُماني.

## المسيرة الدولية
كان باسم عبد الله طيب الرجيبي ضمن صفوف المنتخب العُماني الأول، حيث استُدعي للمرة الأولى عام 2012. خاض أول مباراة دولية له مع منتخب عُمان في 8 ديسمبر 2012 أمام لبنان ضمن بطولة غرب آسيا 2012.
شارك الرجيبي في بطولة غرب آسيا 2012، كما مثّل المنتخب الوطني في تصفيات كأس العالم 2014 وتصفيات كأس آسيا 2015.

## إحصائيات المسيرة
| النادي        | الموسم        | الدوري                 | الدوري  | الدوري | الكأس   | الكأس | قاريًّا   | قاريًّا | مسابقات أخرى | مسابقات أخرى | المجموع | المجموع |
| النادي        | الموسم        | الدوري                 | مباريات | أهداف  | مباريات | أهداف | مباريات | أهداف | مباريات      | أهداف        | مباريات | أهداف   |
| ------------- | ------------- | ---------------------- | ------- | ------ | ------- | ----- | ------- | ----- | ------------ | ------------ | ------- | ------- |
| ظفار          | 2012–13       | الدوري العماني الممتاز | –       | 0      | –       | 0     | 2       | 0     | –            | 0            | –       | 0       |
| المجموع الكلي | المجموع الكلي | المجموع الكلي          | –       | 0      | –       | 0     | 2       | 0     | –            | 0            | –       | 0       |

1. ↑  تتضمن المشاركات في كأس الاتحاد الآسيوي.

## الإنجازات

### الأندية
مع ظفار
- كأس السلطان قابوس: 2011
- كأس رابطة المحترفين العمانية: 2012–13
- بطولة بني ياس الدولية: 2014.

## أسلوب اللعب
يتميز باسم الرجيبي بمرونته في اللعب، حيث يشغل مركزي الظهير الأيسر ولاعب الوسط. يُعرف بقدرته على التغطية الدفاعية الجيدة والمساهمة في بناء الهجمات من الخلف، مما يجعله لاعبًا متعدد الأدوار في الفريق.